# Военный переворот в Буркина-Фасо (сентябрь 2022)
Военный переворот в Буркина-Фасо — военный переворот, произошедший в Буркина-Фасо 30 сентября 2022 года. Группа спецназа «Кобра»   свергла временного президента страны Поль-Анри Сандаого Дамибу. Пост руководителя страны занял командир «Кобры» Ибрагим Траоре.

## Предпосылки
В январе 2022 года в Буркина-Фасо произошёл военный переворот. Он был мотивирован неспособностью правительства сдержать джихадистский мятеж. Группа армейских офицеров свергла президента Рока Марка Кристиана Каборе, установив военную хунту во главе с Полем-Анри Сандаого Дамибой. Переворот первоначально приветствовался многими жителями Буркина-Фасо. Однако новый режим также не смог одержать верх над повстанцами и даже уступил ещё больше территорий джихадистам и другим боевикам. К сентябрю 2022 года почти 40 % территории Буркина-Фасо контролировалось негосударственными силами. Тем временем Дамиба уволил министра обороны и занял этот пост сам. Общественная поддержка Дамибы снизилась.
26 сентября колонна снабжения, направлявшаяся в осаждённый северный город Джибо, попала в засаду повстанцев, что привело к гибели одиннадцати солдат и похищению 50 гражданских лиц. Это событие ещё больше подорвало доверие общественности к правительству Дамибы.

## События
Ранним утром в нескольких районах столицы Уагадугу были слышны стрельба и взрывы, в том числе в районе Уага 2000, где расположены как президентская, так и военная штаб-квартиры правящей хунты. Солдаты в масках заблокировали центр столицы. На военной базе Кэмп Баба Си произошли столкновения. Сообщалось также о стрельбе во дворце Косиан. Государственное телевидение прекратило вещание. Несколько часов спустя правительство заявило, что ведутся переговоры по урегулированию. В своём Facebook президент Дамиба признал, что произошло «изменение настроения среди определённых элементов национальных вооружённых сил».
Вечером капитан Ибрагим Траоре объявил, что он и группа офицеров решили сместить временного президента Дамибу из-за его неспособности справиться с обостряющимся джихадистским мятежом в стране. Он ввёл комендантский час с 21:00 до 5:00, приостановил всю политическую деятельность и действие Конституции, а также закрыл все воздушные и сухопутные границы. Местонахождение Дамибы сначала было неизвестно.
2 октября было сообщено, что Дамиба дал согласие на требование путчистов об отставке, покинул Буркина-Фасо и направился в Того.
Роль ЧВК «Вагнер»
По мнению аналитика британского Института оборонных исследований Самуэля Рамани:

В предыдущих переворотах Россия пыталась представить себя случайным получателем выгоды от смены режима. В этот раз Россия играла гораздо более активную роль в поддержке переворота, что вызвало предположения о её координирующей роли.
Оригинальный текст (англ.)In previous coups Russia has tried to position itself as an accidenta beneficiary of regime changes. This time around Russia is a lot more proactive in support for the coup, and that has led to speculation that Russia has played a co-ordinating role.
По мнению наблюдателей, речь идет о небезызвестной группе Вагнера, хотя Россия последовательно отрицает присутствие наемников в Буркина-Фасо. Хозяин группы Вагнера Евгений Пригожин поздравил руководителя новой военной хунты, назвав его «достойным и смелым сыном своей родины».